# Fifty Vinc

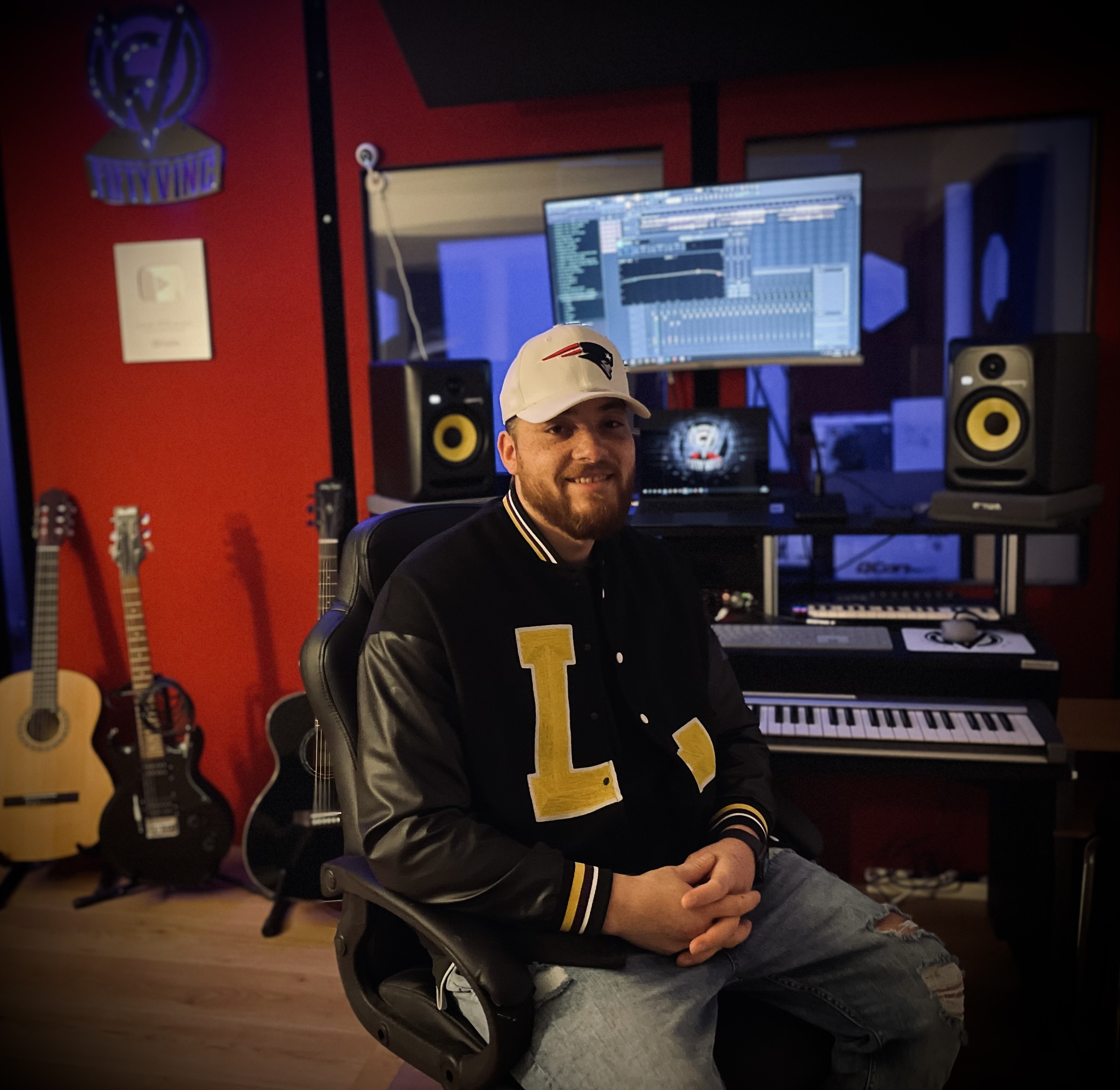
Fifty Vinc (2022)

Fifty Vinc (* 9. Juni 1994 in Datteln, bürgerlich Vincent Jewell) ist ein deutscher Musikproduzent und Komponist.

## Leben
Vinc wuchs zweisprachig in Lüdinghausen auf, da sein Vater gebürtiger US-Amerikaner aus New Jersey ist. Sein Vater war in seiner Jugend als DJ in verschiedenen Clubs in den Vereinigten Staaten unterwegs und spielte dort Hip-Hop, Funk und RnB Musik.
Zunächst besuchte Vinc die Grundschule, ist nach der zweiten Klasse jedoch auf eine Sonderschule für verhaltensauffällige Kinder versetzt worden. Später wechselte er auf eine Hauptschule, anschließend auf ein Berufskolleg. 2015 bestand er erfolgreich sein Fachabitur.
Von 2017 bis 2020 absolvierte Vinc eine Berufsausbildung zum Kaufmann für Spedition und Logistikdienstleistung, bevor er sich mit dem Komponieren und Produzieren von Musik selbstständig machte.

## Musik

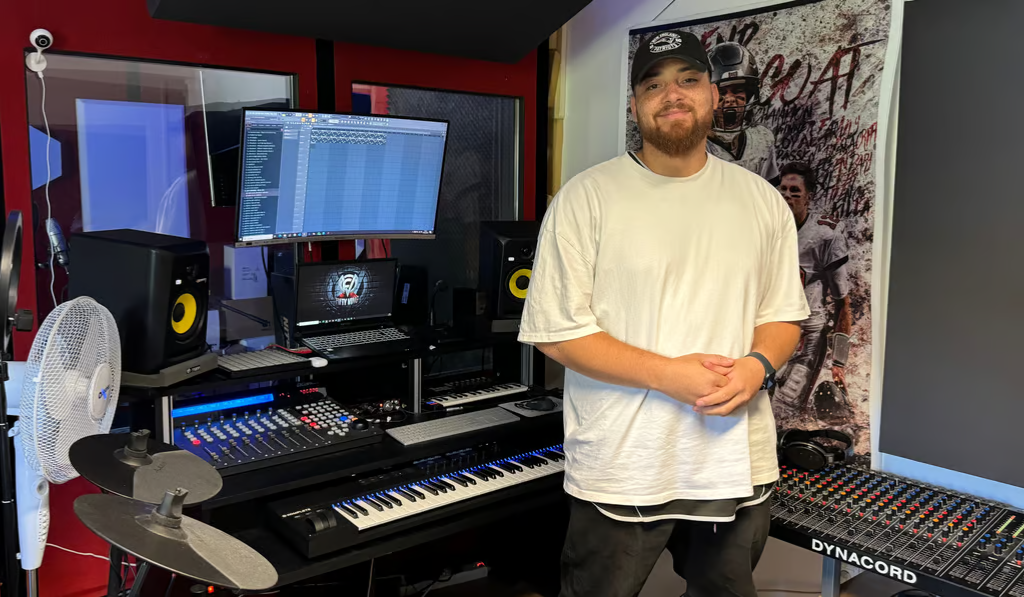
Fifty Vinc (2024)

Aufgrund Vinc' ehemaligen Hobbys, das Breaking, fing er in jungen Jahren ursprünglich mit der hobbymäßigen Produktion von Breaking-Musik an. Später produzierte er hauptsächlich Musik in den Genres Hip-Hop und Rap. Aufgrund seines großen Vorbildes, Hans Zimmer und Vinc Leidenschaft für epische, cineastische, Orchester- und Trailermusik, hat Vinc früh damit angefangen, den modernen Hip-Hop-Sound mit den Musikelementen aus der Orchester- und Filmmusik zu kombinieren. Dieser Musikstil wurde stark von Vinc beeinflusst und prägt auch heute noch seine musikalischen Werke.
Bereits mehrere von Vinc' Kompositionen haben unter anderem in TV-Produktionen Verwendung gefunden. Außerdem sind seine musikalischen Werke in Produktionen von Marken, Organisationen, Veranstaltern und Herstellern zu hören.
Im September 2016 erschien das Debütalbum Trittschall der deutschen Rapperin und Laiendarstellerin Nina Menke, bei welchem Vinc als Komponist an den Songs Flaschenpost und Outro beteiligt war.
Ebenfalls war Vinc an dem Soundtrack des brasilianischen Kurzfilms Djorge: Da Bonja pro Mundo in Zusammenarbeit mit Didek Beats beteiligt.
Auch der als rechtsextremistisch eingestufte Rapper Chris Ares hat sich mehrfach an den Produktionen von Vinc bedient. Das am 3. August 2020 veröffentlichte Album Ares, auf welchem die Songs Intro, BRDigung, Löwe und Machtwechsel auf Kompositionen von Vinc entstanden sind, konnte sich für eine Woche in den Charts der Schweiz auf Platz 44 halten.
2020 erschien das Album NNicht Ohne Campf von dem Rapper NNOC, auf welchem Vinc die Single Königsdisziplin feat. Liquit Walker in Zusammenarbeit mit Didek Beats und Milez Beats komponierte.
2022 erschien die Single Killer's Blood von dem Künstler Cryptik Soul und den US-amerikanischen Rappern Swifty McVay und Kuniva, welche auf der Komposition Way Of The Warrior (Part 1) von Vinc entstanden ist. McVay und Kuniva sind ehemalige Mitglieder der mehrfach ausgezeichneten Hip-Hop-Crew D12, welche seit 1999 bei dem Label Shady Records des erfolgreichen US-amerikanischen Rappers Eminem unter Vertrag stand.
Im Juni 2020 erschien das Album Hip Hop & Rap Beats 5 von Vinc, welches es in die griechischen iTunes Top 100 Hip-Hop/Rap Albums auf Peak 17 (1 Woche) schaffte.
2022 veröffentlichte Vinc mehrere Singles, woraufhin internationale Hip-Hop Magazine und Blogs auf ihn aufmerksam geworden sind. Unter anderem schrieben The Source, sowie EARMILK jeweils einen Artikel über Vinc.
Am 28. September 2024 war Vinc als Komponist an der Show Flying Art Of Movement der FlyingSteps und Red Bull beteiligt, die zur Eröffnung des neuen SAP Garden in München stattfand. Die Show war Teil der Grand-Opening-Feierlichkeiten der Arena, bei denen urbane Tanzkunst, Musik und visuelle Effekte im Mittelpunkt standen. Vinc' Kompositionen spielten eine zentrale Rolle in der musikalischen Gestaltung des Events, das von der international renommierten FlyingSteps Academy präsentiert wurde.
Im Oktober 2024 erschien Vinc' Produktionsmusik-Album Lost Relics exklusiv über das Musikunternehmen BMG Production Music, welches speziell für die Film- und TV-Industrie komponiert wurde.
Für die Berliner Tanzgruppe Team Recycled, die in der 20. Staffel der US-amerikanischen Castingshow America’s Got Talent auftrat, komponierte Vinc maßgeschneiderte Musik und Sounddesign-Elemente. Ein zentraler Bestandteil der Performance war ein choreografierter Abschnitt im Zuschauerbereich, bei dem Tänzer überraschend aus dem Publikum heraus agierten. Die musikalische Gestaltung dieses Segments – einschließlich Komposition, Sounddesign und Übergängen – wurde vollständig von Vinc übernommen. Die Ausarbeitung erfolgte in enger Zusammenarbeit mit Jeff Jimenez, dem Choreografen und Creative Director von Team Recycled, mit dem Ziel, die visuellen Abläufe der Choreografie präzise zu unterstützen. Die Performance endete mit einer Standing Ovation des Publikums und der Jury.
Vinc ist offizieller Power-User der Digital Audio Workstation (DAW) FL Studio des belgischen Unternehmens Image-Line, sowie Sounddesigner und Komponist bei Amori Sounds, einer kreativen Gruppe und einem Publisher aus der Bronx, New York City, die sich auf Hip-Hop-Produktionsmusik spezialisiert haben.
Die meisten von Vinc' Werken werden von den Musikverlagen Beatstars Publishing Worldwide und Sony Music Publishing verwaltet.

## Diskografie

### Alben
| Jahr | Album                                               |
| ---- | --------------------------------------------------- |
| 2017 | Hard Rap Beats & Hip Hop Instrumentals              |
| 2017 | Hip Hop & Rap Beats Part I (Hip Hop Instrumentals)  |
| 2017 | Hip Hop & Rap Beats Part II (Hip Hop Instrumentals) |
| 2018 | Brand New Rap Beats & Hard Hip Hop Instrumentals    |
| 2019 | Hip Hop & Rap Beats 3 (Rap Instrumentals)           |
| 2019 | Hip Hop & Rap Beats 4 (Rap Instrumentals)           |
| 2020 | Hip Hop & Rap Beats 5                               |
| 2021 | Born Epic                                           |
| 2023 | Kingdom                                             |
| 2024 | Beast Mode                                          |
| 2024 | Realm Of The Fallen                                 |
| 2024 | Lost Relics                                         |

### Singles
| Jahr | Titel                   | zusammen mit (Künstler)                | Co-Produzent / Co-Komponist | Anmerkungen                                                                   |
| ---- | ----------------------- | -------------------------------------- | --------------------------- | ----------------------------------------------------------------------------- |
| 2016 | Sweet Dreams (BBoy Mix) |                                        |                             | Erscheint auf Battle Of The Year 2016 - The Soundtrack von Battle Of The Year |
| 2017 | Believe To Battle Me    | Jay                                    | Jay                         | Erscheint auf Battle Of The Year 2017 - The Soundtrack von Battle Of The Year |
| 2018 | Golden Era              | Sadikbeatz                             | Sadik Kalyon                |                                                                               |
| 2021 | Verdansk                | Sadikbeatz                             | Sadik Kalyon                |                                                                               |
| 2021 | Brass Of War            |                                        |                             | Erscheint auf Battle Of The Year 2021 - The Soundtrack von Battle Of The Year |
| 2021 | Darkside                |                                        |                             | Verfügbar in der UnitedMasters Library                                        |
| 2022 | Secret Mission          |                                        |                             |                                                                               |
| 2022 | Different People        |                                        |                             | Verfügbar in der UnitedMasters Library                                        |
| 2022 | Work It Out             | Didker, Agf.Israel                     | Adrian Diduch               | Verfügbar in der UnitedMasters Library                                        |
| 2022 | We Gonna Make It        | Julian Rübner, Dogman Rukus            | Julian Rübner               | Verfügbar in der UnitedMasters Library                                        |
| 2022 | Jazz Do It              |                                        |                             |                                                                               |
| 2022 | Look Out                |                                        |                             | Veröffentlicht unter dem Label Epic Electronic                                |
| 2022 | Halloween Nightmare     |                                        |                             | Veröffentlicht unter dem Label FBP Music Publishing / Fueled By Passion       |
| 2022 | Bboys Legacy            |                                        |                             | Erscheint auf Battle Of The Year 2022 - The Soundtrack von Battle Of The Year |
| 2022 | Winner                  | Amori Sounds                           |                             | Erscheint auf dem Album 432 Hz von Amori Sounds                               |
| 2022 | Blade Of The Fighter    | Amori Sounds                           |                             | Erscheint auf dem Album 432 Hz von Amori Sounds                               |
| 2022 | Spirit Of The Jungle    | Amori Sounds                           |                             | Erscheint auf dem Album Trailers von Amori Sounds                             |
| 2023 | Anti-Hero               | JordanBeats                            | Michael Jordan              |                                                                               |
| 2023 | The Conquest            | Sadikbeatz                             | Sadik Kalyon                |                                                                               |
| 2023 | The Revenge             |                                        |                             | Erscheint auf dem Album Epic Adventures - Volume III von Hunchback Music      |
| 2023 | Undefeated Champion     |                                        |                             |                                                                               |
| 2023 | Vanguard                | Didker                                 | Adrian Diduch               | Verfügbar in der UnitedMasters Library                                        |
| 2023 | Runnin’                 | Alex Hamilton                          |                             | Zu hören auf MDR Sputnik                                                      |
| 2023 | Symphony Of Victory     |                                        |                             | Verfügbar in der UnitedMasters Library                                        |
| 2023 | Breakthrough            | Didker                                 | Adrian Diduch               |                                                                               |
| 2023 | Modern Warfare          |                                        |                             | Verfügbar in der UnitedMasters Library                                        |
| 2023 | Gamdeday                |                                        |                             | Verfügbar in der UnitedMasters Library                                        |
| 2023 | Fly Like The Wind       | Montel Moore, Angelina                 |                             | Verfügbar in der UnitedMasters Library                                        |
| 2023 | Boombox Memories        | Mr.Goodbarz                            |                             | Rezension in LA On Lock                                                       |
| 2023 | Hephaestus              | Didker                                 | Adrian Diduch               | Verfügbar in der UnitedMasters Library                                        |
| 2024 | Gameday (Remix)         | Agf.Israel                             |                             | Verfügbar in der UnitedMasters Library                                        |
| 2024 | Our Moment              | Alex Hamilton, Agf.Israel              |                             | Verfügbar in der UnitedMasters Library                                        |
| 2024 | Teardown                | Eclipse Beats                          | Ingo Metz                   | Verfügbar in der UnitedMasters Library                                        |
| 2024 | Apollo                  | Didker                                 | Adrian Diduch               | Verfügbar in der UnitedMasters Library                                        |
| 2024 | Rise and Shine          | Alex Hamilton                          |                             | Verfügbar in der UnitedMasters Library                                        |
| 2024 | Hold It Down            | Chase Paves                            |                             | Rezension in Roadie Music                                                     |
| 2024 | Rise to the Top         | Trailermind, Agf.Israel, Alex Hamilton | Anton Volobrinskiy          | Verfügbar in der UnitedMasters Library                                        |
| 2024 | Wait A Minute           | YB The Prophet                         | Yoosuf Qaadir Blake         | Verfügbar in der UnitedMasters Library                                        |
| 2024 | Greatness               | Didker                                 | Adrian Diduch               |                                                                               |
| 2024 | To The Max              | Rich Wrotes                            |                             |                                                                               |
| 2024 | Enter The Ring          |                                        |                             | Verfügbar in der UnitedMasters Library                                        |
| 2025 | Number One              | Chase Paves                            |                             | Verfügbar in der UnitedMasters Library                                        |
| 2025 | Vamos                   |                                        |                             | Verfügbar in der UnitedMasters Library                                        |